# Летнево (Пучежский район)
Летнево — деревня в Пучежском районе Ивановской области России. Входит в состав Сеготского сельского поселения.

## География
Деревня расположена в восточной части Ивановской области, в зоне хвойно-широколиственных лесов, на восточном берегу Горьковского водохранилища, при автодороге 24К-108, на расстоянии примерно 7 километров (по прямой) к северо-западу от города Пучежа, административного центра района. Абсолютная высота — 115 метров над уровнем моря.

### Климат
Климат характеризуется как умеренно континентальный, с умеренно холодной снежной зимой тёплым влажным летом. Среднегодовая температура воздуха — 2,6 °C. Средняя температура воздуха самого холодного месяца (января) — −12,1 °C (абсолютный минимум — −39 °C); самого тёплого месяца (июля) — 17,7 °C (абсолютный максимум — 30 °С). Безморозный период длится около 139 дней. Годовое количество атмосферных осадков — 658 мм, из которых 417 мм выпадает в период с апреля по октябрь. Снежный покров устанавливается в третьей декаде ноября и держится в течение 145 дней.

### Часовой пояс
Деревня Летнево, как и вся Ивановская область, находится в часовой зоне МСК (московское время). Смещение применяемого времени относительно UTC составляет +3:00.

## История
В XIX — первой четверти XX века деревня входила в состав Горбунихинской волости Юрьевецкого уезда Костромской губернии, с 1918 года — Иваново-Вознесенской губернии.
С 1929 года - в составе Пучежского района Ивановской области, с 1954 года — центр Летневского сельсовета, с 2005 года — в составе Сеготского сельского поселения.
До 2003 г. в деревне действовал Сельскохозяйственный производственный кооператив (СПК) «Победа».

## Инфраструктура
В деревне имеются ФАП, детский сад, сельский клуб, библиотека и магазины (ЗАО «Дельта» и ООО «Гранд»).
Улицы: Лесная, Луговая, Полевая, Садовая, Школьная, Юбилейная.

## Достопримечательности
- Мемориал воинам, погибшим в Великой Отечественной войне 1941—1945 г.

## Население
| 2010 |
| ---- |
| 299  |

### Национальный состав
Согласно результатам переписи 2002 года, в национальной структуре населения русские составляли 99 % из 342 чел.

## Транспорт
Фактически производится регулярное сообщение с центром района — городом Пучеж и городами Кинешма и Юрьевец (через деревню проходит автодорога Пучеж — Кинешма). C автостанции г. Пучеж можно доехать до других населенных пунктов пригородного или междугороднего сообщения (Иваново, Нижний Новгород).